# Истјебње
Истјебње (слч. Istebné) насељено је мјесто са административним статусом сеоске општине (слч. obec) у округу Долни Кубин, у Жилинском крају, Словачка Република.

## Становништво
| Година:    | 1994. | 2004.   | 2014.   | 2024.   |
| ---------- | ----- | ------- | ------- | ------- |
| Број људи: | 1473  | 1430    | 1347    | 1286    |
| Разлика:   |       | -2,91 % | -5,80 % | -4,52 % |

| Година:    | 2023. | 2024.   |
| ---------- | ----- | ------- |
| Број људи: | 1301  | 1286    |
| Разлика:   |       | -1,15 % |

Према подацима о броју становника из 2011. године насеље је имало 1.356 становника.